# Национальный банк Словакии
Национальный банк Словакии (словац. Národná Banka Slovenska (NBS)) — центральный банк Словакии, который является членом Европейской системы центральных банков. Национальный банк Словакии является независимым финансовым институтом, основной целью которого является поддержание финансовой стабильности в стране. Банк является уполномоченным представителем Правительства Словакии в международных финансовых институтах и при осуществлении международных сделок на денежном рынке. Национальный банк Словакии имеет 9 региональных филиалов.

## История
Банк был основан 1 января 1993 года. С 1 января 2009 года является членом Еврозоны.

## Руководство
Высшим руководящим органом Национального банка Словакии является правление банка, которое определяет денежно-кредитную политику. В состав правления входят председатель и два вице-председателя, которые назначаются на должности и освобождаются от них Президентом Словакии, и восемь членов правления, которые назначаются на должности и освобождаются от них Правительством Словакии по предложению председателя. Трое членов из состава правления не должны работать в банке.

### Председатели правления
С 2019 года председателем Правления Национального банка Словакии является Петер Кажимир.
- Йозеф Макух 12 января 2010 — 31 мая 2019
- Иван Шрамко (Ivan Šramko) 01.01.2005 – 11.01.2010
- Мариан Юско (Marián Jusko) 29.07.1999 – 31.12.2004
- Владимир Мазар (Vladimír Masár) 29.07.1993 – 28.07.1999

## Здание банка
Здание головного офиса Национального банка Словакии было открыто 23 мая 2002 года в Братиславе. Здание высотой 111,6 м и состоит из 33 этажей. Оно является одним из самых высоких зданий в Братиславе.